# William M. Branham
William Marrion Branham (n. 6 aprilie 1909, Kentucky, SUA – d. 24 decembrie 1965, Amarillo, Texas, SUA) a fost un pastor creștin american și vindecător prin credință care a inițiat renașterea vindecărilor miraculoase din Statele Unite ale Americii de după cel de-Al Doilea Război Mondial și a pretins că este un profet uns de Sfântul Ilie, care a venit ca înaintemergător al celei de-A Doua Veniri a lui Hristos; unii dintre adepții săi au fost etichetați ca având un „cult al apocalipsei”. El este desemnat „un arhitect principal al gândirii restauraționiste” pentru carismatici de către unii istorici creștini, și a fost numit „lider în cel de-al doilea val al penticostalismului”. El a avut o influență de durată asupra evangelismului televizat și al mișcării carismatice moderne,  iar „prezența sa scenică rămâne o legendă fără egal în istoria mișcării carismatice”. În vremurile în care au avut loc, întâlnirile sale interconfesionale erau cele mai mari adunări religioase ținute vreodată în unele orașe americane. Branham a fost primul preot american al exorcismelor care a făcut campanie cu succes în Europa; slujirea sa a ajuns la publicul global cu campanii majore desfășurate în America de Nord, Europa, Africa și India.
Branham a susținut că a primit o vizită îngerească pe 7 mai 1946, ducându-și slujirea la nivel mondial și lansându-și cariera de propovăduire la mijlocul anului 1946. Faima lui s-a răspândit rapid, pe măsură ce mulțimile au fost atrase de poveștile sale despre vizitele angelice și rapoartele despre miracole petrecute la adunările sale. Slujirea lui a dus la apariția a mai multor rivali și a pus în mișcare renașterea tendinței mai ample a vindecărilor miraculoase care a devenit mai târziu mișcarea carismatică modernă. La apogeul popularității sale în anii 1950, Branham a fost adorat pe scară largă și „lumea neopenticostală a crezut că Branham este un profet pentru generația lor”. Din 1955, campania și popularitatea lui Branham au început să scadă pe măsură ce bisericile penticostale au început să-și retragă sprijinul din campaniile de vindecare, în primul rând din motive financiare. În 1960, Branham a trecut la o etapă de predare.
Spre deosebire de contemporanii săi, care au urmat învățăturile doctrinare care sunt cunoscute sub numele de tradiția Evangheliei complete, Branham a dezvoltat o teologie alternativă care a fost în primul rând un amestec de doctrine calviniste și arminiene, s-a concentrat puternic pe dispensaționalism și a avut opinii escatologice unice. Deși a acceptat pe scară largă doctrina restaurării, pe care a adoptat-o în timpul epocii renașterii vindecărilor, învățăturile sale divergente de după această etapă au fost considerate din ce în ce mai controversate de contemporanii săi carismatici și penticostali, care ulterior au dezavuat multe dintre doctrine drept „nebunie revelatorie”. Învățăturile sale (rasiale despre sămânța de șarpe și credința sa că apartenența la o denominație creștină era legată de semnul fiarei) i-au înstrăinat pe mulți dintre foștii săi susținători. Cei mai apropiați adepți ai săi, totuși, au acceptat predicile sale ca fiind scripturi orale și se referă la învățăturile sale drept Mesajul. În ciuda obiecțiilor lui Branham, unii adepți ai învățăturilor sale l-au plasat în centrul unui cult al personalității în ultimii săi ani. Branham a susținut că a convertit peste un milion de oameni în timpul carierei sale. Învățăturile sale continuă să fie promovate de Asociația Evanghelistică William Branham, care a raportat că aproximativ 2 milioane de oameni au primit materialele sale în 2018. Branham a murit în urma unui accident de mașină în 1965.
De-a lungul timpului, cu ocazia vindecărilor sale miraculoase, Branham a fost acuzat că a comis fraudă de către reporterii de știri de investigație, colegii slujitori, bisericile gazdă și agențiile guvernamentale. Numeroase persoane declarate vindecate au murit la scurt timp după aceea, iar anchetatorii au descoperit dovezi care sugerează că ar fi putut fi înscenate miracole și s-a descoperit că Branham a înflorit și falsificat în mod semnificativ numeroasele povești pe care le-a prezentat publicului său ca fapte reale. Branham s-a confruntat cu probleme legale ca urmare a practicilor sale. Guvernele Africii de Sud și Norvegiei au intervenit pentru a opri campaniile sale de vindecare în țările lor. În Statele Unite, Branham a fost acuzat de evaziune fiscală, pentru că nu a dat socoteală pentru donațiile primite prin intermediul parohiei sale; recunoscându-și răspunderea, a soluționat cazul în afara instanței. Presa de știri l-a legat pe Branham de mai multe figuri notorii. Branham a fost botezat și hirotonit ca pastor de către Roy Davis, Grand Wizard național (lider) al Ku Klux Klan; cei doi bărbați au menținut o prietenie pe tot parcursul vieții. Branham a ajutat la lansarea și popularizarea slujirii lui Jim Jones. Paul Schäfer, Robert Martin Gumbura, Leo Mercer, cultul Malindi și alți adepți ai învățăturilor lui William Branham au apărut în mod frecvent la știri din cauza infracțiunilor grave pe care le-au comis. Adepții învățăturilor lui Branham din Colonia Dignidad au fost portretizați în filmul Colonia din 2015.

### Scrieri hagiografice
- Green, Pearry (2011). The Acts of the Prophet. Tucson Tabernacle. OCLC 827238316.
- Lindsay, James Gordon (1950). William Branham: A Man Sent From God (PDF). William Branham Evangelistic Association. ASIN B0007ENQ64. Arhivat din original (PDF) la 27 februarie 2020. Accesat în 6 februarie 2019.
- Stadsklev, Julius (1952). William Branham: A Prophet Visits South Africa. Julius Stadsklev. ASIN B0007EW174. OCLC 1017376491.
- Vayle, Lee (1965). Twentieth Century Prophet. William Branham Evangelistic Association.